# Eugen Fischer (Fußballspieler)
Eugen Fischer (* 21. Dezember 1919; † 6. September 2010 in Rheinstetten) war ein deutscher Fußballspieler. Beim VfB Mühlburg hat der Allrounder von 1937/38 bis 1943/44 in der Gauliga Baden 66 Ligaspiele absolviert und 36 Tore erzielt. Nach dem 2. Weltkrieg hat er von 1947 bis 1952 in der damals erstklassigen Fußball-Oberliga Süd weitere 104 Verbandsspiele mit zwei Toren folgen lassen.

## Laufbahn

### Gauliga, bis 1944
Drei Monate vor seinem 18. Geburtstag debütierte der aus der VfB-Jugend gekommene Eugen Fischer am 26. September 1937, einem Heimspiel gegen den Lokalrivalen FC Phönix Karlsruhe, bei einem 2:0-Erfolg als Mittelstürmer in der Gauliga Baden. Der Nachwuchsspieler konnte sich nachhaltig für weitere Einsätze empfehlen und wurde im Verlauf der Runde noch in zehn weiteren Ligaspielen beim VfB Mühlburg eingesetzt. Meister in der Gauliga Baden wurde der VfR Mannheim und Mühlburg belegte den 8. Rang. Im Tschammerpokal 1938 bestritt er zwei Spiele gegen den VfB Peine (6:1) und den späteren Finalisten FSV Frankfurt (1:3) und 1939 verlor er mit dem VfB am 19. November 1939 im Auswärtsspiel gegen SC Wacker Wien mit 2:4, wobei er als Mittelstürmer beide Tore gegen die von Josef Pekarek angeführte Wacker-Defensive erzielte. In der ersten Kriegsrunde 1939/40 konnte er lediglich in zwei Spielen in der Gruppenphase in Mittelbaden mitwirken und konnte auch bei dem erstmaligen Erreichen der Vizemeisterschaft in der Endrunde hinter Meister SV Waldhof lediglich in drei Spielen (1 Tor) an den Start gehen. Die persönlich erfolgreichste Runde erlebte „der Fleißigste der Fleißigen und Mädchen für alle“ in der Saison 1940/41: Erneut wurde er mit dem VfB Vizemeister in Baden (jetzt Bereichsklasse) hinter dem neuen Meister VfL Neckarau, kam aber in 16 Einsätzen auf 17 Tore und belegte damit in der Torschützenliste hinter Willi Preschle von Meister Neckarau (25 Tore), den zweiten Rang, vor Vereinskamerad Hugo Rastetter mit 16 Toren. Nach der Hinrunde hatten Fischer und seine Mannschaftskameraden aus Mühlburg noch mit 16 Punkten mit drei Zählern Vorsprung vor Neckarau, die Tabelle angeführt. Das entscheidende Spiel um die Meisterschaft wurde in der Rückrunde am 2. März 1941 vor 5500 Zuschauern mit 1:4 im Stadion an der Altriper Fähre mit 1:4 gegen Gastgeber Neckarau verloren. Fischer erzielte den Ehrentreffer. In dieser Saison bestritt der laufstarke Mühlburger auch zwei Spiele in der Gauauswahl von Baden: Am 6. Oktober und 3. November 1940 gegen das Sudetenland (3:2 n. V.) und Berlin-Brandenburg (2:0), wo er jeweils als Halbstürmer für Baden zum Einsatz kam.

### Oberliga Süd, 1947 bis 1952
Nach Ende des Zweiten Weltkriegs wurden aus Karlsruhe die zwei Altmeister Karlsruher FV und FC Phönix in die neue Oberliga Süd aufgenommen, Mühlburg wurde in den Unterbau der Landesliga Nordbaden eingereiht. Im zweiten Jahr, 1946/47, holte sich der VfB in der Gruppe Süd die Staffelmeisterschaft und in zwei Entscheidungsspielen gegen den Nordstaffelsieger ASV Feudenheim (1:0, 4:2) auch die nordbadische Landesligameisterschaft und damit den Aufstieg in die Erstklassigkeit der Oberliga Süd zur Saison 1947/48. Das Oberligadebüt für Eugen Fischer und den VfB Mühlburg fand am 7. September 1947 beim Heimspiel gegen die Stuttgarter Kickers statt. Vor 20.000 Zuschauern wurde das Spiel mit 0:3 verloren. Der Aufsteiger kämpfte um den Klassenerhalt und belegte in der 20er-Staffel mit 33:43 Punkten am Rundenende den 14. Rang. Fischer war zumeist als linker Außenläufer an der Seite von Mitspielern wie Max Fischer, Hugo Raststetter und Oswald Traub in 24 Ligaspielen aufgelaufen. Am 1. September 1948 vertrat er die badischen Farben bei einem Spiel gegen den Niederrhein auf dem KFV-Platz an der Telegrafenkaserne. Beim 3:1-Erfolg war er als rechter Außenläufer an der Seite von Mitspielern wie Fritz Balogh, Georg Herbold, Paul Lipponer und Karl Vetter im Einsatz gewesen. Im zweiten und dritten Oberligajahr, 1948/49 und 1949/50, verpasste er keines der 60 Rundenspiele und führte nochmals eindrucksvoll seine Wichtigkeit für das VfB-Spiel vor. Als das Präsidium ab der Saison 1950/51 auf leistungsstarke Neuzugänge aus den Oberligen wie Horst Buhtz (Kickers Offenbach) und Heinz Trenkel (Hamburger SV) setzte, gingen für den Routinier seine Einsätze zurück und er beendete mit dem Heimspiel am 10. Mai 1952 gegen den VfL Neckarau, bei einem 7:1-Erfolg, nach insgesamt 104 Oberligaeinsätzen (2 Tore) seine Aktivität beim VfB Mühlburg.
Fischer ließ seine Karriere 1952/53 beim FC Rastatt 04 in der 1. Amateurliga Südbaden als Spielertrainer ausklingen. Als Trainer im Amateurbereich war er unter anderem beim FV 1912 Wiesental in den Runden 1965 bis 1967 und 1969 bis 1971 tätig.